# African Cup Winners’ Cup 2003
Der African Cup Winners’ Cup 2003 war die 29. Spielzeit des zweitwichtigsten afrikanischen Wettbewerbs für Vereinsmannschaften im Fußball unter dieser Bezeichnung. Die Saison begann mit der Vorrunde am 16. Februar 2003 und endete mit den Finalspielen im November und Dezember 2003. Titelverteidiger war der marokkanische Verein Wydad Casablanca.
Sieger wurde Étoile Sportive du Sahel aus Tunesien, die sich im Finale nach einem Gesamtergebnis von 3:2 gegen Julius Berger FC durchsetzen konnten.

## Vorrunde
Die Hinspiele wurden am 16. Februar, die Rückspiele am 2. März 2003 ausgetragen.
|                           | Gesamt  |                 | Hinspiel | Rückspiel |
| ------------------------- | ------- | --------------- | -------- | --------- |
| ANSE Réunion              | 1 w/o 1 | Masvingo United | —        | —         |
| Olympique de Moka         | 3:2     | AS Fortior      | 3:1      | 0:1       |
| Lesotho Defence Force FC  | 3:7     | Jomo Cosmos     | 2:2      | 1:5       |
| Jeunesse Sportive de Pobè | 2:0     | Akokana FC      | 1:0      | 1:0       |

Anmerkungen

## Erste Runde
Die Hinspiele wurden vom 12. bis zum 13. April, die Rückspiele vom 25. bis zum 27. April 2003 ausgetragen.
|                                    | Gesamt          |                              | Hinspiel | Rückspiel |
| ---------------------------------- | --------------- | ---------------------------- | -------- | --------- |
| Kenya Pipeline                     | 3:3 (9:8 i. E.) | ANSE Réunion                 | 2:1      | 1:2       |
| Olympique de Moka                  | 1:3             | Power Dynamos                | 1:3      | 0:0       |
| Mount Cameroon FC                  | 2:1             | Akonangui FC                 | 2:0      | 0:1       |
| Asante Kotoko SC                   | 1 w/o 1         | Mighty Blue Angels FC        | —        | —         |
| US Kenya                           | 2:9             | APR FC                       | 2:1      | 0:8       |
| Étoile du Congo                    | 2:1             | Atlético Petróleos de Luanda | 1:0      | 1:1       |
| Africa Sports National             | 3:2             | Dynamic Togolais             | 1:1      | 2:1       |
| Maghreb Fez                        | 2:3             | Hafia FC                     | 2:0      | 0:3       |
| WA Tlemcen                         | (a)2:2(a)       | Al-Hilal SC                  | 2:1      | 0:1       |
| Wydad Casablanca                   | 2:0             | ASC Nasr de Sebkha           | 2:0      | 0:0       |
| Baladeyet El-Mahalla               | 4:1             | Police FC                    | 4:1      | 0:0       |
| Ethiopian Insurance FC             | 0:4             | al-Hilal Khartum             | 0:2      | 0:2       |
| Clube de Desportos da Costa do Sol | 4:0             | Jomo Cosmos                  | 1:0      | 3:0       |
| Julius Berger FC                   | 8:0             | US Bitam                     | 4:0      | 4:0       |
| Étoile Sportive du Sahel           | 2 w/o 2         | Jeunesse Sportive de Pobè    | —        | —         |
| AS Douanes                         | 0:3             | CO Bamako                    | 0:2      | 0:1       |

Anmerkungen

## Zweite Runde
Die Hinspiele wurden vom 17. bis zum 18. Mai, die Rückspiele vom 30. Mai bis zum 1. Juni 2003 ausgetragen.
|                                    | Gesamt |                  | Hinspiel | Rückspiel |
| ---------------------------------- | ------ | ---------------- | -------- | --------- |
| Kenya Pipeline                     | 0:3    | Power Dynamos    | 0:2      | 0:1       |
| Mount Cameroon FC                  | 4:5    | Asante Kotoko SC | 2:2      | 2:3       |
| APR FC                             | 5:1    | Étoile du Congo  | 3:0      | 2:1       |
| Africa Sports National             | 3:2    | Hafia FC         | 1:2      | 2:0       |
| Al-Hilal SC                        | 2:6    | Wydad Casablanca | 2:2      | 0:4       |
| Baladeyet El-Mahalla               | 4:2    | al-Hilal Khartum | 4:2      | 0:0       |
| Clube de Desportos da Costa do Sol | 2:4    | Julius Berger FC | 1:1      | 1:3       |
| Étoile Sportive du Sahel           | 4:2    | CO Bamako        | 4:0      | 0:2       |

## Viertelfinale
Die Hinspiele wurden vom 6. bis zum 7. September, die Rückspiele vom 20. bis zum 21. September 2003 ausgetragen.
|                        | Gesamt    |                          | Hinspiel | Rückspiel |
| ---------------------- | --------- | ------------------------ | -------- | --------- |
| Africa Sports National | 1:3       | Étoile Sportive du Sahel | 0:1      | 1:2       |
| Power Dynamos          | (a)2:2(a) | Wydad Casablanca         | 2:1      | 0:1       |
| Asante Kotoko SC       | (a)2:2(a) | APR FC                   | 2:1      | 0:1       |
| Baladeyet El-Mahalla   | 2:4       | Julius Berger FC         | 1:1      | 1:3       |

## Halbfinale
Die Hinspiele wurden vom 4. bis zum 5. Oktober, die Rückspiele vom 18. bis zum 19. Oktober 2003 ausgetragen.
|                          | Gesamt |                  | Hinspiel | Rückspiel |
| ------------------------ | ------ | ---------------- | -------- | --------- |
| Étoile Sportive du Sahel | 3:0    | Wydad Casablanca | 2:0      | 1:0       |
| Julius Berger FC         | 3:2    | APR FC           | 3:0      | 0:2       |

## Finale

### Hinspiel
| Julius Berger FC                                | Julius Berger FC                                                                | Étoile Sportive du Sahel                                                        | Étoile Sportive du Sahel |
| ----------------------------------------------- | ------------------------------------------------------------------------------- | ------------------------------------------------------------------------------- | ------------------------ |
| Julius Berger FC                                | \| 15. November 2003 in Abeokuta (Gateway Stadium) \| \| Ergebnis: 2:0 (1:0) \| | \| 15. November 2003 in Abeokuta (Gateway Stadium) \| \| Ergebnis: 2:0 (1:0) \| | Étoile Sportive du Sahel |
| Julius Berger FC                                | 1:0 Ezeh (7.) 2:0 Idahor (47.)                                                  |                                                                                 | Étoile Sportive du Sahel |
| 15. November 2003 in Abeokuta (Gateway Stadium) |                                                                                 |                                                                                 |                          |
| Ergebnis: 2:0 (1:0)                             |                                                                                 |                                                                                 |                          |

### Rückspiel
| Étoile Sportive du Sahel                               | Étoile Sportive du Sahel                                                               | Julius Berger FC                                                                       | Julius Berger FC |
| ------------------------------------------------------ | -------------------------------------------------------------------------------------- | -------------------------------------------------------------------------------------- | ---------------- |
| Étoile Sportive du Sahel                               | \| 7. Dezember 2003 in Sousse (Stade Olympique de Sousse) \| \| Ergebnis: 3:0 (1:0) \| | \| 7. Dezember 2003 in Sousse (Stade Olympique de Sousse) \| \| Ergebnis: 3:0 (1:0) \| | Julius Berger FC |
| Étoile Sportive du Sahel                               | 1:0 Obiakor (2.) 2:0 Obiakor (60.) 3:0 Obiakor (87.)                                   |                                                                                        | Julius Berger FC |
| 7. Dezember 2003 in Sousse (Stade Olympique de Sousse) |                                                                                        |                                                                                        |                  |
| Ergebnis: 3:0 (1:0)                                    |                                                                                        |                                                                                        |                  |